# Atanyproctus alexandri
Atanyproctus alexandri är en skalbaggsart som beskrevs av Rudolph Petrovitz 1965. Atanyproctus alexandri ingår i släktet Atanyproctus och familjen Melolonthidae. Inga underarter finns listade.